# Amöboide Bewegung
Die amöboide Bewegung beschreibt eine Kriechbewegung von Zellen, wie z. B. bei Amöben, bestimmte Leukozyten, Amöbenalgen und manchen Krebszellen.

## Ursache und Funktionsweise
Die Steuerung der amöboiden Bewegung erfolgt über chemische Lockstoffe z. B. der Beutestücke (Chemotaxis). In Richtung der Kriechbewegung (Leitsaum oder auch leading edge genannt) bilden sich sackartige Ausstülpungen (Scheinfüßchen), sowie fädige (Filopodien) als auch lamellenartige (Lamellipodien) Fortsätze. Die Verankerung an der Oberfläche erfolgt bei der Zelle über Fokalkontakte (Stressfasern). Verschiedene Vorgänge verursachen die Bewegung der amöboiden Zelle. Zum einen kontrahiert Aktomyosin, ähnlich wie bei einem Muskel im hinteren Bereich der Zelle und übt Druck  auf das Hinterende aus und führt so, bei gleichzeitiger Auflockerung des Vorderendes, zu einer Vorwärtsbewegung. Des Weiteren lagert sich an den Fortsätzen F-Aktin an und durch Exozytose wird an diesen Stellen eine Fließbewegung verursacht. Zusätzlich bewirkt der darauffolgende Zerfall von F-Aktin zu wasserlöslichem G-Aktin osmotischen Druck, wodurch dieser Bereich der Zelle anschwillt.